# Michele Vasconcelos
Michele Vasconcelos (* 11. Mai 1994 als Michelle Murphy in Sandy, Utah) ist eine US-amerikanische Fußballspielerin, die seit der Saison 2018 bei den Chicago Red Stars in der National Women’s Soccer League unter Vertrag steht.

## Karriere

### Verein
Während ihres Studiums an der Brigham Young University in Provo spielte Hatch von 2012 bis 2016 für die dortige Universitätsmannschaft BYU Cougars, für die sie in 86 Spielen insgesamt 32 Tore erzielte und 30 Vorlagen lieferte. Während der Saison 2016 spielte sie zudem für Real Salt Lake Women in der Liga United Women’s Soccer.
Anfang 2017 wurde Vasconcelos beim College-Draft der NWSL in der ersten Runde an Position elf von den Chicago Red Stars verpflichtet. Sie verpasste jedoch aufgrund ihrer ersten Schwangerschaft die komplette Saison 2017.
Ihr Ligadebüt gab sie schließlich am 25. März 2018 bei einem 1:1-Unentschieden gegen die Houston Dash.

### Nationalmannschaft
Im November 2017 nahm Vasconcelos an einem Trainingslager der U-23-Nationalmannschaft des US-amerikanischen Fußballverbandes teil.

## Privates
Sie heiratete den Fußballspieler Pedro Vasconcelos im Jahr 2014. 2017 brachte sie die gemeinsame Tochter Scarlett zur Welt.